# Месје 24
Месје 24 (М24) је расијано звјездано јато у сазвијежђу Стријелац које се налази у Месјеовом каталогу објеката дубоког неба.
Деклинација објекта је - 18° 33' 0" а ректасцензија 18h 18m 48,0s. М24 је још познат и под ознакама NGC 4715, ESO 591-**1.